# Roccabianca
Roccabianca é uma comuna italiana da região da Emília-Romanha, província de Parma, com cerca de 3.130 habitantes. Estende-se por uma área de 40 km², tendo uma densidade populacional de 78 hab/km². Faz fronteira com Motta Baluffi (CR), San Daniele Po (CR), San Secondo Parmense, Sissa, Soragna, Torricella del Pizzo (CR), Zibello.

## Demografia
| Variação demográfica do município entre 1861 e 2011                               |
|                                                                                   |
| Fonte: Istituto Nazionale di Statistica (ISTAT) - Elaboração gráfica da Wikipedia |

## Pessoas notáveis
- Giovannino Guareschi, (1908-1968) jornalista e humorista.